# Cocheren
Cocheren – miejscowość i gmina we Francji, w regionie Grand Est, w departamencie Mozela.
Według danych na rok 1990 gminę zamieszkiwało 3425 osób, a gęstość zaludnienia wynosiła 609 osób/km² (wśród 2335 gmin Lotaryngii Cocheren plasuje się na 126. miejscu pod względem liczby ludności, natomiast pod względem powierzchni na miejscu 955.).